# Kladivo pracuje na 110%
Kladivo pracuje na 110% (czes. młot pracuje na 110%) - trzeci album czeskiej grupy Umbrtka. Został wydany w roku 2001.

## Lista utworów
1. "Umbrdel Umbrtka - Umbrtkovo dětství"
2. "Volvorod Umbrtka - Mám neustále v srdci Umbrtku"
3. "Cihloděj Umbrtka - Nocovat v bagru"
4. "Klement Zvradlav Umbrtka"
5. "Wratebrus Umbrtka"
6. "Bublav Umbrtka - Svědkové Umbrtkovi (Stromobrana)"
7. "Klotylda Umbrtka - Legenda o špinavé rouře"
8. "Nora Umbrtka - Vize špinavější budoucnosti"
9. "Umbrtka Proželron - Umbrtkovo nádraží"
10. "Zvradlav Umbrtka - Prorok"
11. "Svitozmar Umbrtka - Apoštol v teplákách"
12. "Umbrtka Umbrdrun"
13. "Umbrtka Erordon - Umbrtkova ulice"
14. "Umbrtka Ledoprořez - Soutok"
15. "Umbrtka Skartoborec - Trolej"
16. "Řezník Umbrtka - Maso se má jíst"
17. "Strubard Umbrtka - Město ve městě"
18. "Umbrtka couvá"